# Zalaszentiván
Zalaszentiván község Zala vármegyében, a Zalaegerszegi járásban.

## Fekvése
Zalaegerszegtől 7,5 kilométerre északkeletre található, Zala vármegye északi részén, a Zala és a Sárvíz bal partján. A szomszédos települések: északról Zalaszentlőrinc, északnyugatról Egervár, délről Pethőhenye, délnyugatról Zalaegerszeg Pózva városrésze, keletről Kemendollár, pedig délkeletről Alibánfa. Erdők, dombok veszik körül, a Zala völgyében fekszik.
Déli határa közelében található a Zala folyó leghosszabb, több mint 124 méteres hosszúságú hídja, amely eredetileg a Szombathely–Nagykanizsa-vasútvonal vasúti hídjának épült, ma a Pethőhenye és Zalaszentiván közt húzódó 7364-es út vezet át rajta. (A híd átalakítása óta a vasút módosított nyomvonalon, újabb építésű hídon szeli át a folyót.)

### Megközelítése
A településen végighúzódik, annak főutcájaként, nagyjából kelet-nyugati irányban a Sümegtől Zalaegerszegig vezető 7328-as út, ez a legfontosabb közúti elérési útvonala. Szomszédai közül Pethőhenye felől a 7364-es úton érhető el, Zalaszentlőrinccel pedig a 73 222-es számú mellékút kapcsolja össze. Délnyugati határszélét egy rövid szakaszon érinti a 74-es főút is.
Sűrű autóbusz-összeköttetésben áll a megyeszékhellyel.
A hazai vasútvonalak közül kettő is érinti, a Szombathely–Nagykanizsa-vasútvonal és a Bajánsenye–Zalaegerszeg–Ukk–Boba-vasútvonal, amelyek itt találkoznak egymással. Zalaszentiván vasútállomás a település déli határszélén helyezkedik el (részben már Alibánfa közigazgatási területén, közúti elérését a 7328-as útból kiágazó 73 362-es számú mellékút biztosítja.
1887. május 1-jén felvetetett Zalaegerszegen a "Zala Megyei Gazdasági Egyesület" háza nagytermében a "szentiván-zalaegerszeg-alsólendva-csáktornyai" vasút útvonala megtervezése. Csengeri Háczky Kálmán (1828–1904), a gazdasági egyesület elnöke, a zalaegerszeg-szentiváni helyiérdekű, vasútügyi érdekeltség végrehajtó bizottságának elnöke is lett. A mai vasútvonalat 1890. október 12-én adták át a forgalomnak.

## Története
Nevét Keresztelő Szent Jánosról, a falu templomának védőszentjéről kapta. Az Iván feltehetőleg a János név délszláv változata, vagy a latin Johannes név hangtani változásokkal létrejött változata.
Első írásos említése 1335-ből való, azonban egy 1292-es oklevél Ollárról és a Keresztelő Szent János egyházához vezető nagy útról tesz említést. Tehát a falu már jóval korábban létezett. Egy időben a szentgotthárdi apátság birtoka volt.
Átfutva a Zalaegerszegtől északkeletre 7,5 km-re elterülő Zalaszentiván történetét felölelő több ezer év tárgyi és 715 év írásos emlékeit, érdekes momentumok tárulnak a szemünk elé.
Meghatározó a kedvező természetföldrajzi elhelyezkedés – a Zala és a Sárvíz összefolyása, két dombvonulat találkozása –, ami az ember letelepedésének egyik legfontosabb feltétele volt. A környék egykori stratégiai jelentőségére a bronzkori földvár utal, aminek nyomai ma is láthatók a Kisfaludi-hegyen és amit rövid időre a honfoglaló magyarság is birtokba vett.
Már egy 1292-ből származó oklevélben találunk utalást a település templomára, így ezt joggal tarthatjuk az első írásos emléknek. Magát a „Zenthywan” helységnevet, bizonyosan a mai Zalaszentivánra vonatkozóan, egy 1410-es forrásban olvashatjuk először. Akkoriban minden valószínűség szerint egyházi birtok, a szentgotthárdi apátság birtoka volt.
A középkorban, kora újkorban a község mai területén még két másik falu is létezett: Kisfalud és Nagyfalud. Utóbbit az Egervári-család Fancsika nevű birtokával, pontosabban annak egy később leválasztott részével azonosíthatjuk. A későbbi századokban itt épült ki a szűkebb környéken élők életében fontos szerepet betöltő majorság. A két települést 1882-ben csatolták Szentivánhoz.
A 16-17. században a környéket a török és a mindenkori magyar földesúr is sanyargatta, hiszen az a kettős adóztatás sávjában feküdt. Szentiván üzleti manipulációk, zálogügyletek tárgya, majd az 1700-as évek elején végleg magánföldesúri tulajdonba került. A Batthyányiak, a Széchényiek, a Festeticsek váltogatták egymást, míg az 1770-es évek közepén véglegesen az utóbbiaké lett.
A 18. század elején csökkenő adóterhek segítették a károk kiheverését, a falu újranépesítését. A század közepén aztán már láthatjuk a növekvő terhek eredményeként megszaporodó panaszokat, majd a nyílt lázadást, amikor a falu lakossága 1766-ban az észak-zalai Festetics-birtokokon elégedetlenkedő és mozgolódó parasztok közé állt. Megnyugtató eredményt az úrbérrendezés sem hozott. A 19. század közepén végrehajtott jobbágyfelszabadítás, tagosítás az itt élők többségének kisméretű földeket juttatott. Az egyetlen nagyobb birtoktest – a Festeticsek nagyfaludi allodiális földjei és a majorság – hamarosan gazdát cserélt. Először a Szűcs család bérelte, majd a 19. század elején Radó Lajos és Kálmán vásárolta meg. Ezt a második világháború után államosították és megszervezték rajta a termelőszövetkezetet.
A 19. század nagy újdonsága a vasút volt. A Déli Vasút 1865-ben nyitotta meg Sopron-Nagykanizsa vonalát, ami Szentivánon is áthaladt. Elkészült az első állomás, ami elsősorban a Zalaegerszeg felé lebonyolított forgalmának köszönhette jelentőségét. 1890-ben megépült az Ukk-Csáktornya helyiérdekű vasútvonal, ami szintén itt haladt át. Ennek állomása és rövid ideig működő fűtőháza Kisfaludpusztán üzemelt. A két állomást egy deltavágány kötötte össze. A forgalomra a trianoni döntés mért csapást. A vasútvonalak állami kezelésbe vétele után várható volt a zalaszentiváni elágazás racionalizálása. Így épült meg a mai vasútállomás és alakultak át a vonalak a ma látható módon.
Szintén a 19. században kapott először közigazgatási funkciót a falu, amikor jegyzőség székhelye lett. Ez a szerep a múlt század folyamán erősödött – körjegyzőség, közös tanács stb. – és mind a mai napig megmaradt.
A lélekszám az 1960-as évek közepe táján elérte az 1000 főt, ami ekörül mozog azóta is. Korábban a csökkenéseket háborúk, kisebb járványok, valamint az egzisztencia elvesztésének félelme miatti elköltözések idéztek elő, de ezek a 20. század második felére már nem voltak jellemzők. Az emberveszteségen kívül súlyos anyagi károkat is hozott a második világháború, hiszen Zalaszentivánon harcok folytak az orosz csapatok érkezésekor.
A szörnyűségeket újjáépítés követte, majd a kommunista hatalomátvétel és a Rákosi diktatúra, aminek a közigazgatási-, gazdasági-, társadalmi- és kulturális életet átalakító lépései Zalaszentivánon is mind nyomon követhetők. Az 1950-es, 1960-as években vált jellemzővé, hogy a faluból mind többen jártak be a zalaegerszegi gyárakba, üzemekbe dolgozni. A falu jellege átalakult. Megjelentek a szabvány „kockaházak”, az infrastruktúra fejlődését az aszfaltos utak, a kiépített vezetékes ivóvízhálózat mutatta, de volt már körzeti orvos, óvoda is a faluban. A lélekszám növekedésével nőtt a belterület. Előbb a „Malompástján”, majd az „Újtelepen” jelentek meg újabb és újabb épületek.
Fontos szerepet játszott és játszik ma is a falu életében a vallás. A Keresztelő Szent János tiszteletére emelt templomot már a legelső Szentivánra vonatkozó írott forrásban megemlítették. A település neve is innen ered. Néhány plébánosának nevét a középkorból, kora újkorból is ismerjük. A templomot a török időkben elpusztították, s csak a 18. század közepe táján hozták rendbe. A 20. század elején az épület kicsinek, állapota pedig aggasztónak bizonyult, így 1921-ben lebontották. Helyén építették fel a ma is látható épületet, amit az utóbbi időben újítottak fel. Környéke folyamatosan szépül.
1761-ben újraalapították a szentiváni plébániát. Ekkortól maradtak fenn az anyakönyvek, amiket gondosan vezettek. Az újraszentelés utáni plébánosok neveit, tevékenységét jól ismerjük. Róluk – ahogy a 16. századi plébánosról is – elmondhatjuk, hogy általában tanult, művelt emberek voltak, akik olyan nehéz időkben is, mint például az 1950-es, 1960-as évek, tenni, az embereket összefogni, építeni, jobbítani akartak. Ennek köszönhető, hogy a szentivániak nagy tisztelettel viseltettek, viseltetnek irántuk.
A plébánosoknak fontos szerepe volt a helyi iskola irányításában, hiszen az egyházi keretek között működött a 18. század közepétől. A szentiváni intézménybe eleinte több község gyerekei jártak, ami miatt időről időre túlzsúfolttá vált. Ezt előbb a pethőhenyei, utóbb a pózvai iskola megnyitása mérsékelt. Szentivánon 1935-ben új épületbe költözhettek a gyerekek és a nevelők, de azt a háborús időkben megrongálták. Az államosítás után körzetesítéssel ismét túltelítettek lettek az osztálytermek. 1964-ben nyílt meg a felső „Új”-iskola, amivel kulturáltabb körülmények között végezhette már a munkáját a gyerekszám növekedésével párhuzamosan bővülő tanári kar.
A rendszerváltozás óta gyorsabb ütemben fejlődik a falu. A Községi Önkormányzat élén 1990-től Bődör József polgármester állt, akit 2006-ban Dormán Miklós Alfonz váltott a székben. Napjainkban Zalaszentiván mellett Alibánfa, Pethőhenye és Zalaszentlőrinc tartozik a körjegyzőség alá. Kiépült a falu gáz-, szennyvíz- és kábeltévé-hálózata. Több szép szoborral gazdagodtak a közterek. A járdák, utak állapota javult. Az utóbbi pár évben megfigyelhető, hogy egyre több megyeszékhelyi család is szívesen választja lakóhelyének a Zala-folyó és a Sárvíz-patak találkozásánál, a dombok ölelésében elterülő falut, Zalaszentivánt.

## Közélete

### Polgármesterei
- 1990–1994: Bődör József (független)[6]
- 1994–1998: Bődör József (független)[7]
- 1998–2002: Bődör József (független)[8]
- 2002–2006: Bődör József (független)[9]
- 2006–2010: Dormán Miklós Alfonz (független)[10]
- 2010–2014: Dormán Miklós Alfonz (független)[11]
- 2014–2019: Dormán Miklós Alfonz (független)[12]
- 2019–2024: Dormán Miklós Alfonz (független)[13]
- 2024– : Dormán Miklós Alfonz (független)[1]

## Nevezetességei
- Római katolikus templom
- Németh János: Pietà - köztéri szobor
- Farkas Ferenc: Hazavárunk - köztéri szobor
- Vasúttörténeti emlékek (átalakított épületek, a régi vasútvonalak nyomvonalai, töltései)

## Népesség
A település népességének változása:
| Lakosok száma | 1042 | 1016 | 1005 | 1026 | 1023 | 1025 | 1021 |
|               | 2013 | 2014 | 2015 | 2021 | 2022 | 2023 | 2024 |

A 2011-es népszámlálás idején a nemzetiségi megoszlás a következő volt: magyar 95,4%, cigány 0,57%, német 1,52%, orosz 0,47%. A lakosok 66,4%-a római katolikusnak, 2,5% reformátusnak, 1,86% evangélikusnak, 6,9% felekezeten kívülinek vallotta magát (21,7% nem nyilatkozott).
2022-ben a lakosság 93,1%-a vallotta magát magyarnak, 1,5% cigánynak, 1% németnek, 0,1-0,1% ukránnak, horvátnak és ruszinnak, 3,6% egyéb, nem hazai nemzetiségűnek (6,8% nem nyilatkozott; a kettős identitások miatt a végösszeg nagyobb lehet 100%-nál). Vallásuk szerint 45,1% volt római katolikus, 3,3% református, 0,6% evangélikus, 0,3% görög katolikus, 0,1% ortodox, 1,2% egyéb keresztény, 1,1% egyéb katolikus, 9% felekezeten kívüli (39,4% nem válaszolt).

## Külső hivatkozások
- A zalaszentiváni vasútállomás
- A Zalaszentiváni Általános Iskola
- Zala-Szent-Iván. In  A Pallas nagy lexikona. Szerk. Bokor József. Budapest: Arcanum – FolioNET. 1998.  ISBN 963 85923 2 X